# 蒼い霹靂〜JOG edit〜
「蒼い霹靂 〜JOG edit〜」（あおいへきれき ジョグ・エディット）は、1998年2月25日にリリースされたT.M.Revolutionの7枚目のシングル。発売元はアンティノスレコード。

## 概要
- ヤマハ発動機『JOG』CMソングに使用され、タイアップに伴い3rdアルバム『triple joker』からリカットされた。原曲（アルバムバージョン）でのイントロにてサビのメロディが使われている部分があるが、本作品では当該部分にサビの歌詞をつけてサビ頭となっている。
- 累計売上は29.2万枚（オリコン調べ）を記録[1]。
- MVは監督坂西伊作の思い入れにより昔のミック・ジャガーの衣装をモチーフに、「中国の歌番組に出演」というシチュエーションで制作された。
- C/W曲は、1stシングルである「独裁 -monopolize-」の1997年11月23日に川口総合文化センターにて行われたライブの音源が収録されている。

## 収録曲
全曲　作詞：井上秋緒　作曲・編曲：浅倉大介
1. 蒼い霹靂〜JOG edit〜
  - 出版社：ダーウィン
2. 独裁 -monopolize- LIVE at KAWAGUCHI LILIA 1997.11.23
  - 出版社：フジパシフィック音楽出版
3. 蒼い霹靂〜JOG edit〜 -Original Backing Track-

## 収録アルバム
- triple joker（#1,原曲）
- DISCORdanza Try My Remix 〜Single Collections（#1,Deep Blue Kiss U-Mix）
- B★E★S★T（#1）
- 1000000000000（#1）
- UNDER:COVER 2（#1,セルフカバー）